# De eed van de Horatii
De eed van de Horatii is een schilderij uit 1784 van de Franse schilder Jacques-Louis David. Dit werk wordt beschouwd als een van de meesterstukken van het neoclassicisme. Het schilderij is 330 cm hoog en 425 cm breed en is te vinden in het Louvre.
Het werk behandelt een belangrijk onderwerp uit de Romeinse mythologie, waar de drie gebroeders Horatii in een-op-eengevechten Rome moesten verdedigen tegen de Curiatii uit Alba, een naburige stad en tevens rivaal. Door een eed zweren de Horatii aan hun vader dat zij het gevecht ofwel zullen winnen ofwel zullen sterven. Het gevecht zelf komt voor in verschillende literaire bronnen, zoals in Ab urbe condita van Titus Livius, maar de eed is door David bedacht. Uiteindelijk blijft enkel de oudste broer van de Horatii in leven, die vervolgens door zijn zus vervloekt wordt (zij was verloofd met een van de Curiatii) en haar daarom op haar beurt ook doodsteekt. 

## Geschiedenis
Hoewel David het onderzoek voor het schilderij in Parijs op aanvraag van de koning begon, koos hij ervoor om het te schilderen in Rome, in het Palazzo Costanzi. Dit kon hij zich enkel permitteren dankzij de financiële steun van zijn schoonvader. Hij werd gedeeltelijk geholpen door zijn leerling Jean-Germain Drouais. David voltooide het werk in 1785. Het schilderij werd allereerst in het atelier van de schilder in Rome tentoongesteld en vervolgens meegenomen naar Parijs. Het had een enorm succes en zorgde ervoor dat David zijn rivalen zoals Pierre Peyron kon overschaduwen. In de jaren daarop werd het schilderij symbool van de Franse revolutie. Het inspireerde de Italiaanse componist Bernardo Porta, een vriend van David, voor zijn opera De Horatii (naar het toneelstuk van Pierre Corneille).

## Compositie
Het cijfer drie is alomtegenwoordig in De eed van de Horatii en wordt als symbool van volmaaktheid en stabiliteit beschouwd. In veel religies en mythologieën verwijst het cijfer drie naar het volmaakte, zoals de drie-eenheid in het christendom (Vader, Zoon en Heilige Geest), de drie Moira's en de drie Chariten. In dit verhaal gaat het om de drie Horatii, Curiatii en hun zusters. In het schilderij is de gehele compositie gebaseerd op het cijfer drie: drie groepen personages, waarvan elk deel uitmaakt van een van de drie bogen op de achtergrond.

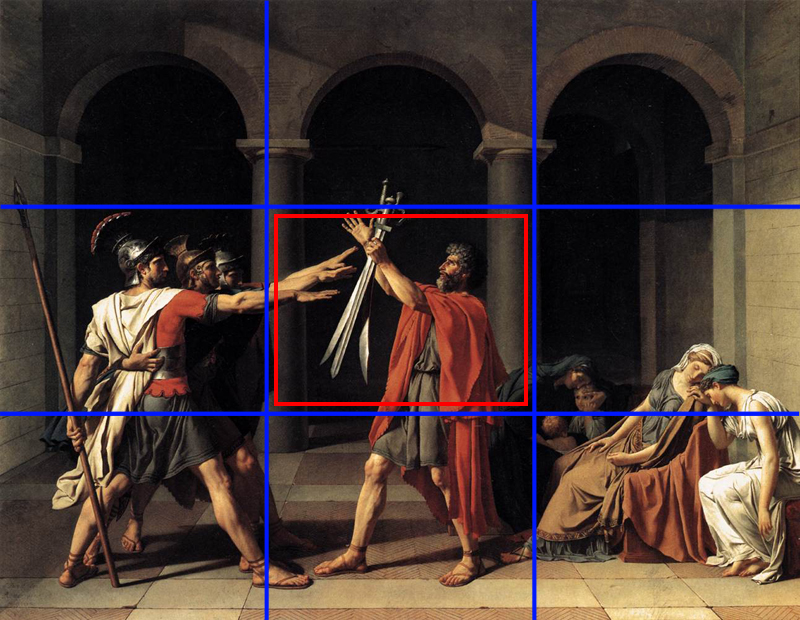
De regel van drie

De drie gebroeders Horatii nemen een positie in die een driehoek suggereert. Dit brengt de kracht, standvastigheid en eenheid van zowel de groep als van de individuen naar voren. De vader van de drie broers verwijst ook naar het cijfer drie door middel van de drie zwaarden die hij op het punt staat om aan zijn zonen toe te vertrouwen. Aan de rechterkant van het schilderij bevindt zich een groep van drie vrouwen, waarmee David waarschijnlijk hun gezamenlijke leed en steun naar voren heeft willen brengen. De vrouw in het zwart gekleed troost de twee kinderen, waardoor deze groep ook uit drie personen bestaat. De regel van drie is hier volkomen nageleefd, net als de blik van de toeschouwer op het midden, waar de uitgestrekte handen van de Horatii naar de door hun vader vastgehouden zwaarden wijzen; de nadruk ligt op de afgelegde eed.

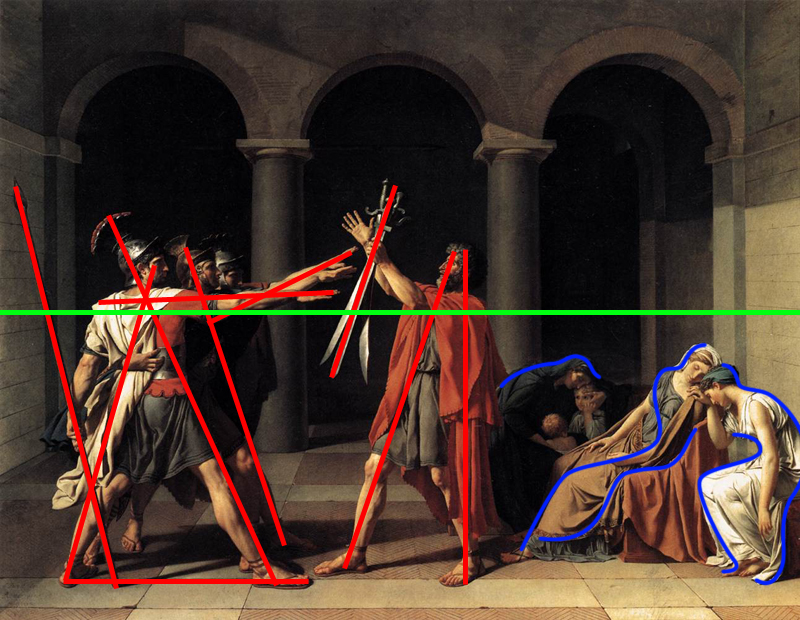
Rechte lijnen voor de mannen en gebogen lijnen voor de vrouwen.

Het schilderij laat een typisch kenmerk van het neoclassicisme zien, namelijk de duidelijke aanwezigheid van twee groepen: de mannen aan de linkerkant en de vrouwen aan de rechterkant. Deze scheiding komt met name tot uiting door het verschil in lijnen: deze zijn recht voor de mannen en gebogen voor de vrouwen. De mannen met hun uitgestrekte armen zijn vol vastberadenheid, kracht en patriottisme, terwijl het lijkt alsof de vrouwen, in tranen door de aanstaande strijd van hun broers en echtgenoten, ineenstorten.